# Aminoácido excitatorio

Ácido L-glutámico

El aminoácido excitatorio es un tipo de neurotransmisor que actúa como excitador de las neuronas y desempeña un papel en las vías de señalización del sistema nervioso central. Cuando su concentración aumenta puede volverse neurotóxico.

## Historia
El glutamato es el neurotransmisor excitatorio más abundante e importante en el cerebro. Las primeras indicaciones de que este aminoácido ejerce acciones excitadoras en los procesos electrofisiológicos sobre corteza cerebral fueron obtenidas por Takashi Hayashi en 1954. Hayashi observó que la inyección de glutamato en el cerebro o en las arterias carótidas producía convulsiones. Las observaciones posteriores de Watkin y colegas demostraron que el glutamato puede despolarizar y excitar las neuronas individuales en la médula espinal del gato.
A la comunidad científica le llevó mucho tiempo darse cuenta de que el glutamato funcionaba como un neurotransmisor, principalmente debido a su gran abundancia en el cerebro y su participación en importantes vías metabólicas. La completa aceptación se logró solo con la caracterización de agonistas y antagonistas selectivos para todos los receptores de Glu.

## Importancia biomédica
El esfuerzo realizado durante las últimas décadas en la caracterización de las propiedades moleculares de los AAE y sus antagonistas ha sido recompensado con el desarrollo de algunos de estos ligandos para diferentes oportunidades terapéuticas. Se requiere más investigación para comprender la función de la hendidura sináptica glutamatérgica en su totalidad, así como para aclarar las peculiaridades y la plasticidad del control glutamatérgico en las neuronas GABA.
Desde hace 20 años ha habido intentos de explotar el potencial terapéutico de los ligandos del receptor Glu, ya que la psiquiatría molecular y la psicofarmacología del comportamiento han sido fundamentales para resaltar las posibilidades de una modulación farmacológica del glutamato en enfermedades como la esquizofrenia y la depresión resistente al tratamiento.
Los estudios clínicos para los diferentes objetivos farmacológicos presentados por la hipótesis glutamatérgica ayudarán a comprender si la eficacia y la tolerabilidad de la farmacoterapia de la esquizofrenia y la depresión mejorarán sustancialmente en los próximos años.
Existe un logro que ya se destaca por el impacto a largo plazo que tendrá en la calidad de vida de los pacientes, esta debe ser la observación de los efectos de los antagonistas de mGlu5 en el síndrome X frágil (también llamada síndrome de Martin-Bell). La esperanza de una cura ha aumentado también el interés por el diagnóstico temprano y por una mejor comprensión de la progresión de la enfermedad durante los primeros años de vida.

## Descripción
El Glutamato es una molécula quiral flexible que puede adoptar nueve conformaciones escalonadas en condiciones fisiológicas mediante rotaciones alrededor de dos de sus enlaces de carbono. Debido a su gran flexibilidad, la caracterización de los diferentes subgrupos de los receptores de los AAE solo fue posible tras el descubrimiento de análogos de Glutamato y Aspartato conformacionalmente restringidos. Las propiedades de unión selectiva observadas de los análogos del Glutamato implican que este interactúa con cada subtipo de receptor en una conformación distinta.

## Receptores
Receptores Glu ionotrópicos
Los iGluRs (ionotropic Glu receptors) son canales iónicos que comparten un ancestro genético común, y se dividen en subclases dependiendo de su capacidad para interactuar con tres análogos de Glutamato distintos:
- NMDA (ácido N-metil-D-aspártico),
- AMPA (ácido a-amino-3- hidroxi-5-metil-4-isoxazolepropiónico)
- Ácido Kaínico (KA, 2-Carboxi-3-carboximetil-4-isopropenilpirrolidina)[6]

Cada iGluR consta de cuatro subunidades de proteínas, y cada subunidad, a su vez, contiene un gran dominio extracelular que retiene el sitio de unión ortostérico (el sitio de unión para el ligando endógeno), cuatro dominios transmembrana (TM) y un dominio C-terminal intracelular responsable del anclaje y el tráfico.
El dominio transmembrana TM2 en cada subunidad forma un bucle dentro de la membrana celular para crear el revestimiento del poro del canal de iones. Las propiedades de permeabilidad iónica de lpos iGluRs están determinadas por los residuos de aminoácidos contenidos en TM2.
Los receptores AMPA (AMPAR) son canales iónicos Na+/K+, conocidos como los principales transductores de la transmisión excitatoria rápida en el cerebro. El AMPAR nativo contiene diferentes combinaciones de las cuatro subunidades: GluR1 a GluR4.
Receptores Glu metabotrópicos
Los mGluRs (metabotropic Glu receptors) son receptores acoplados a proteína G (GPCR) y son responsables de la transmisión excitatoria/inhibidora lenta. Distintos de la mayoría de los GPCR, los mGluR existen como homodímeros funcionales en los que un dominio rico en cisteína conecta los dos monómeros del receptor. Los mGluR se caracterizan por un dominio extracelular grande y siete dominios transmembrana. El dominio extracelular de cada monómero mGluR contiene el sitio de unión a Glutamato localizado en una estructura llamada bilobulada y al que usualmente se le refiere como el dominio Venus atrapamoscas (se le conoce de ese modo debido a que puede tener una configuración abierta o cerrada en ausencia o presencia de un agonista, respectivamente).
Se han identificado ocho subtipos en la familia de mGluRs (mGlu1 a mGlu8), clasificados en tres grupos principales (I-III) según su homología de secuencia, acoplamiento de segundo mensajero y farmacología. Las variantes de empalme de mGluRs se encuentran principalmente en los carboxi terminales intracelulares que afectan la eficacia de acoplamiento de la proteína G y hasta la fecha se han identificado para mGlu1, mGlu3 y mGlu5.